# Julius Hoffory

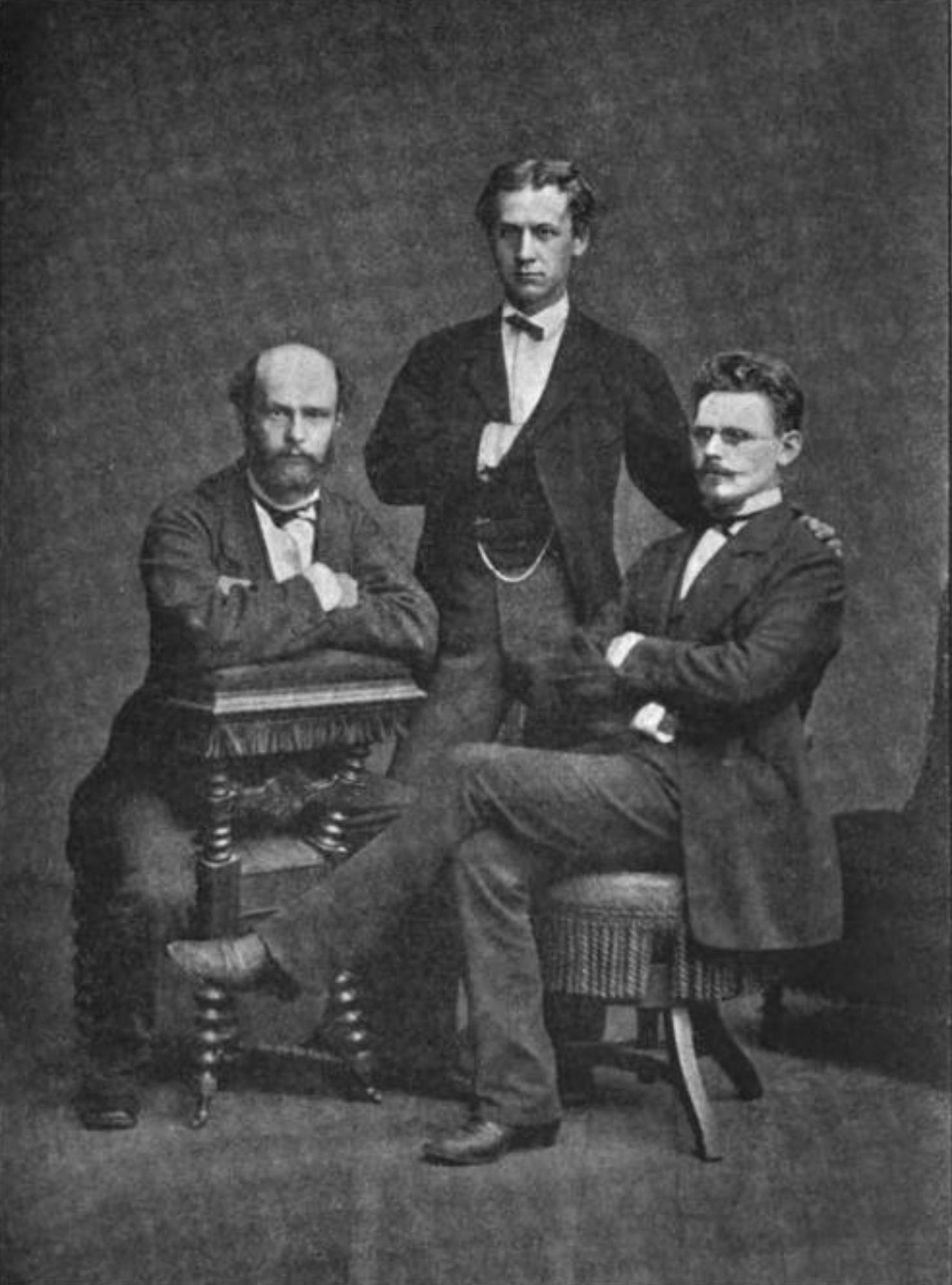
Von links: Karl Verner,Valdemar Steffensen (stehend) und Julius Hoffory (vor 1896)

Johann Peter Julius Hoffory (* 9. Februar 1855 in Aarhus; † 12. April 1897 in Berlin-Westend) war ein deutsch-dänischer nordischer Philologe, Germanist und Phonetiker. Hoffory war der erste Lehrstuhlinhaber für Skandinavistik an der Berliner Universität.

## Leben
Hofforys Familie war erst kurz vor seiner Geburt aus Ungarn nach Dänemark eingewandert. Er besuchte das Gymnasium in Aarhus und fiel bereits dort durch sprachliche Begabung auf. Ab 1873 studierte er Sprachwissenschaften an der Universität Kopenhagen. Er beschäftigte sich zunächst mit Sanskrit, wechselte aber bald zur nordischen Philologie. In Kopenhagen lehrten zu dieser Zeit Konráð Gíslason, Svend Grundtvig und Ludwig Wimmer, die großen Einfluss auf ihn hatten. Entscheidend war aber seine Bekanntschaft mit dem etwas älteren Sprachwissenschaftler Karl Verner, mit dem er persönlich Umgang hatte und einen regen Briefwechsel führte. 1878 bestand er das Magisterexamen.
1879 bis 1883 setzte Hoffory seine Studien an den Universitäten in Berlin und Straßburg fort. Während dieser Zeit veröffentlichte er erste wissenschaftliche Arbeiten in dänischen und deutschen Fachzeitschriften. An der Berliner Universität besuchte er Vorlesungen des Germanisten Karl Müllenhoff und in Straßburg Seminare des Philologen Wilhelm Scherer, der 1872 das Germanische Seminar an der Universität gegründet hatte. Er unterstützte Müllenhoff bei der Abfassung des fünften Bandes der Deutschen Altertumskunde, bei Scherer erlernte er Methoden der literaturhistorischen Forschung. Scherers Erklärungen zur Edda führte er in einer Reihe von Aufsätzen weiter, die er später als Eddastudien in einem Band vereinigte.
1883 promovierte er an der Kopenhagener Universität mit der Dissertation Oldnordiske Consonantstudier zum Dr. phil. Noch im gleichen Jahr habilitierte er sich an der Berliner Universität als erster Privatdozent für Nordische Philologie. Er hielt außerdem Vorlesungen zur Phonetik. Seine Habilitationsschrift Altnordische Consonantenstudien war eine deutsche Übersetzung seiner Doktorarbeit. Seine Vorlesungen hielt er in einem Gebäude in der Dorotheenstraße, wo ihm als Grundstock für skandinavische Studien lediglich die Müllenhoffsche Bibliothek zur Verfügung stand. Der Bestand an nordischen Werken war nach Auskunft des Germanisten Andreas Heusler, der zu Hofforys Studenten zählte, sehr bescheiden. Die Isländersagas waren nur unvollständig vorhanden und von den nordischen Rechtsbüchern fehlte einiges. Heusler verfasste später für die Allgemeine Deutsche Biographie den Artikel über Julius Hoffory.
1884 veröffentlichte Hoffory die Streitschrift Professor Sievers und die Principien der Sprachphysiologie. Er verteidigte darin das System der Sprachlaute von Ernst Wilhelm von Brücke, das er selbst weiter ausbaute, gegen den Linguisten Eduard Sievers. 1885 war er Herausgeber der Die Lieder der alten Edda, deutsch durch die Brüder Grimm. In den 1880er Jahren wurde Hoffory ein großer Bewunderer von Henrik Ibsen, den er als bedeutenden Realisten würdigte. Als Übersetzer von Ibsens Werk Die Frau vom Meer ins Deutsche und im persönlichen Umgang mit der Presse und der Bühne warb Hoffory erfolgreich für den Norweger in Deutschland. Im Januar 1887 wurde für ihn eine außerordentliche Professur der nordischen Philologie und allgemeinen Phonetik an der Berliner Universität geschaffen. 1888 gab er zusammen mit Paul Schlenther in der Reihe Dänische Schaubühne Ludvig Holbergs Werke in alten deutschen Übersetzungen mit einer kenntnisreichen Einleitung zur deutschen Holberg-Rezeption heraus. Eine seiner Hauptleistungen war die Begründung der Nordischen Bibliothek, einer Sammlung von Übersetzungen skandinavischer Literatur. Hofforys besonderes Interesse galt dabei dem schwedischen Nationaldichter Carl Michael Bellman.
Ende 1889 erkrankte Hoffory schwer an Typhus und konnte die Krankheit nie ausheilen. In der Folge ließen seine körperlichen und geistigen Fähigkeiten immer mehr nach. 1893 musste er als unheilbar Kranker die neugegründete Privat-Irrenanstalt in Westend bei Berlin aufsuchen. Dort starb Julius Hoffory am 12. April 1897 im Alter von 42 Jahren. Er war Mitglied der Berliner Germanistenkneipe und 1885 Gründungsmitglied der Goethe-Gesellschaft in Weimar. Ein Teil seines schriftlichen Nachlasses befindet sich im Universitätsarchiv der Humboldt-Universität Berlin. Hoffory blieb unverheiratet.

## Veröffentlichungen

### Autor
- Oldislandske læsestykker til skolebrug. Kopenhagen 1877.
- Tonloses l und n im Altnordischen. Berlin 1878. (Digitalisat)
- Der Heinersdorfer Runenstein. Berlin 1880. (Digitalisat)
- Zur Textkritik der Íslendingabók. Berlin 1882. (Digitalisat)
- Oldnordiske consonantstudier. (Dissertationsschrift) Kopenhagen 1883.
- Altnordische Consonantenstudien. (Habilitationsschrift) Göttingen 1884.
- Professor Sievers und die Principien der Sprachphysiologie eine Streitschrift. Berlin 1884. (Digitalisat)
- Der germanische Himmelsgott. Göttingen 1888.
- Eddastudien. Berlin 1889.

### Herausgeber und Übersetzer
- Die Lieder der alten Edda. Deutsch durch die Brüder Grimm. als Herausgeber, Berlin 1885.
- Dänische Schaubühne: Die vorzüglichsten Komödien des Freiherrn Ludwig von Holberg. als Herausgeber mit Paul Schlenther, Berlin 1888.
- Ein Besuch. Schauspiel in zwei Akten. von Edvard Brandes, als Übersetzer, Berlin 1889.
- Die Frau vom Meere. Schauspiel in fünf Akten. von Henrik Ibsen, als Übersetzer, Berlin 1889.
- Meister Gert Westfaler oder Der geschwätzige Barbierer. Komödie in einem Acte von Ludvig Holberg als Übersetzer mit Paul Schlenther, Berlin 1893.